# Ingvar Wixell
Karl Gustaf Ingvar Wixell, (né le 7 mai 1931 à Luleå, et mort à Malmö le 8 octobre 2011) est un baryton d'opéra suédois.

## Biographie
En 1955, Wixell débute avec le rôle de Papageno dans La Flûte enchantée de Mozart. Il chante à l'Opéra royal suédois à Stockholm de 1955 à 1967. À partir de 1967, il est membre de l'Opéra d'État de Berlin, où il travaille durant plus de 30 ans.
Ingvar Wixell a excellé dans le rôle de Scarpia dans Tosca (de Puccini), ainsi que dans les rôles-titres de Rigoletto - où il chante notamment aux côtés de Luciano Pavarotti dans la mise en scène notoire de Jean-Pierre Ponnelle - et Falstaff (de Verdi).
Il a aussi tenu les rôles de Figaro dans Le Barbier de Séville (de Rossini), Escamillo dans Carmen (de Bizet), Amonasro dans Aida (de Verdi), comme les rôles titres de Rigoletto et Simon Boccanegra (de Verdi) et Eugène Onéguine (de Tchaïkovski).
En 1965, Wixell interprète toutes les chansons au concours suédois qui sélectionne le représentant du Concours Eurovision de la chanson.

## Discographie
- 1969 : Beethoven, Pizarro dans Fidelio, dirigée par Karl Böhm

- 1969 : Puccini, Scarpia dans Tosca, dirigée par Lorin Maazel

- 1971 : Mozart, le comte Almaviva dans Les Noces de Figaro, dirigée par Colin Davis

- 1973 : Mozart, Don Giovanni dirigée par Colin Davis

- 1973 : Verdi, Un giorno di regno, dirigée par Lamberto Gardelli

- 1976 : Puccini, Scarpia dans Tosca, dirigée par Colin Davis

- 1976 : Verdi, Le comte de Luna dans Il Trovatore, dirigée par Richard Bonynge

- 1977 : Donizetti, Belcore dans L'Elisir d'Amore, dirigée par John Pritchard

- 1977 : Donizetti, Don Alfonso dans Lucrezia Borgia, dirigée par Richard Bonynge

- 1977 : Leoncavallo, Tonio dans I Pagliacci, dirigée par Giuseppe Patanè

- 1978 : Puccini, Sharpless dans Madame Butterfly, dirigée par Lorin Maazel

- 1978–1979 : Verdi, Renato dans Un bal masqué, dirigée par Colin Davis

- 1979 : Puccini, Marcello dans La Bohème, dirigée par Colin Davis

- 1990 : Puccini, Scarpia dans Tosca, dirigée par Daniel Oren